# Urban UFM-13 Lambada
Lambada — сверхлёгкий чешский самолёт. Цифра в названии обозначает размах крыльев в метрах.

## Модификации

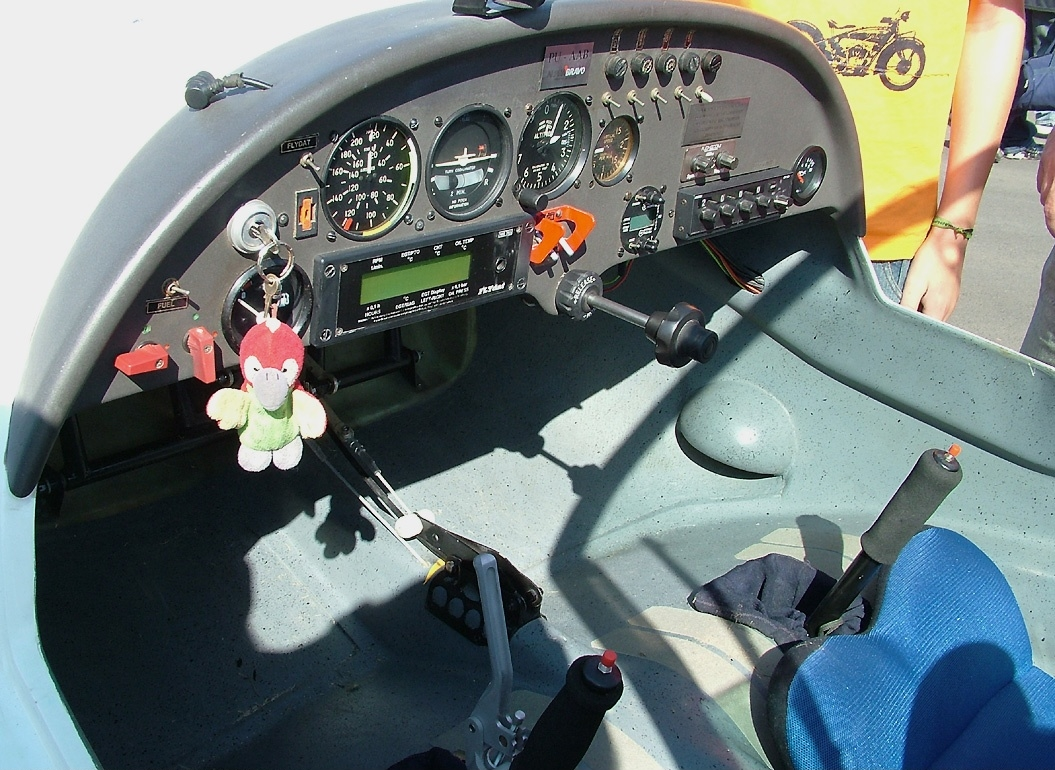
Кокпит самолёта

- UFM-13 — базовая модель.
- UFM-11 —
- UFM-15 —

## Лётно-технические характеристики (UFM-13)
Источник данных: РЛЭ UFM-13 Lambada, LZ - czeskie samoloty i baloney

Технические характеристики
- Экипаж: 1+1
- Грузоподъёмность: 147 кг (при ¼ топлива)
- Длина: 6600 мм
- Размах крыла: 12980 мм
- Высота: 1950 мм
- Площадь крыла: 12,16 м²
- Масса пустого: 208 кг
- Масса снаряжённого: 265 кг
- Максимальная взлётная масса: 472,5 кг
- Масса топлива во внутренних баках: 100 л (максимальная)
- Силовая установка: 1 ×

- Диаметр винта: 1600 мм

Лётные характеристики
- Максимальная скорость: 200 км/ч
- Крейсерская скорость: 160 км/ч
- Скорость сваливания: 65 км/ч
- Перегоночная дальность: 1500 км
- Скороподъёмность: 5 м/с